# 真十字架

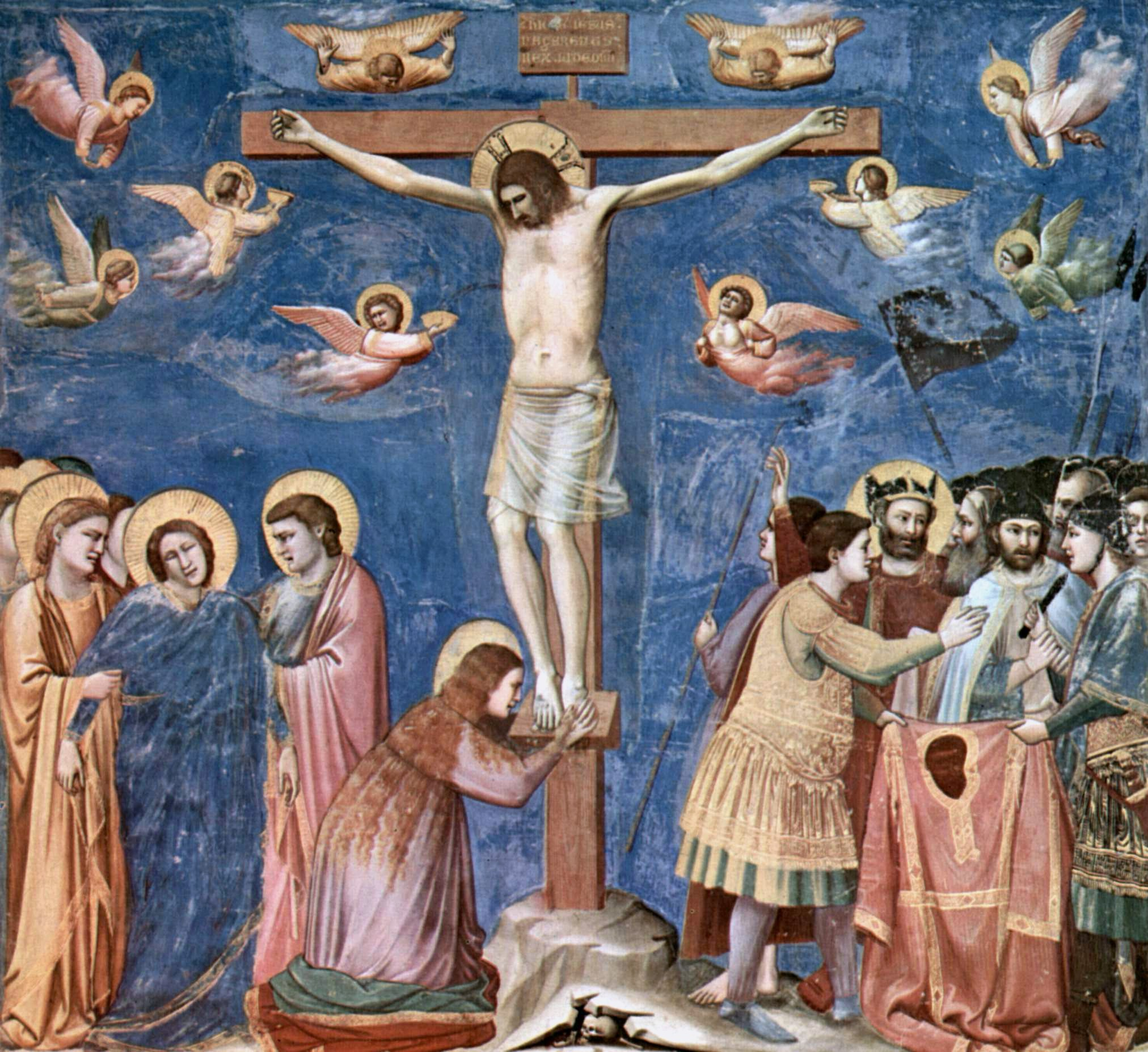
耶稣苦像，乔托作

真十字架，是基督教圣物之一，据信是钉死耶稣基督的十字架。
在基督教传统中，真十字架作为耶稣为人类带来救赎的标志，具有极其重要的象征意义。在天主教瞻礼单中，5月3日的寻获十字圣架瞻礼和9月14日的光荣十字圣架瞻礼（东正教称举荣圣架节，约在9月26日）均是为此而设立。
因為真十字架在公元348年被分成多個部件，1219年後真十字架的各碎片就下落不明，所以今天，很多教堂都宣称保有真十字架的碎片。

## 真十字架的木材
根據黃金傳說的作者雅各·德·佛拉金，釘死耶穌的十字架的木頭來自於知善惡樹，之後塞特將該樹的一部分種了在亞當的墳墓上一直存在至所羅門王時期 ，所羅門王將樹砍掉作第一聖殿的一個橫樑，但他發現不適合作橫樑。多個世紀後，真十字架樹的木材被用作建橋。又過了14個年代，橋的木頭最終被用來做十字架，並最後用於釘耶穌上此十字架。

## 尋找真十字架
東羅馬帝國歷史學家索克拉蒂斯的作品《教會史》描述了羅馬帝國皇后聖海倫納（君士坦丁一世的母親）尋找真十字架 。皇后叫人摧毀了建在各各他（釘死耶穌的地方）上的維納斯女神神殿之後她在該處挖掘並找出了三個十字架，耶路撒冷主教找了一個重病的女人去觸摸三個十字架，到了她碰第三個時，該名重病的女人立刻康復，證明了該十字架就是真十字架。

### 東羅馬－薩珊波斯戰爭

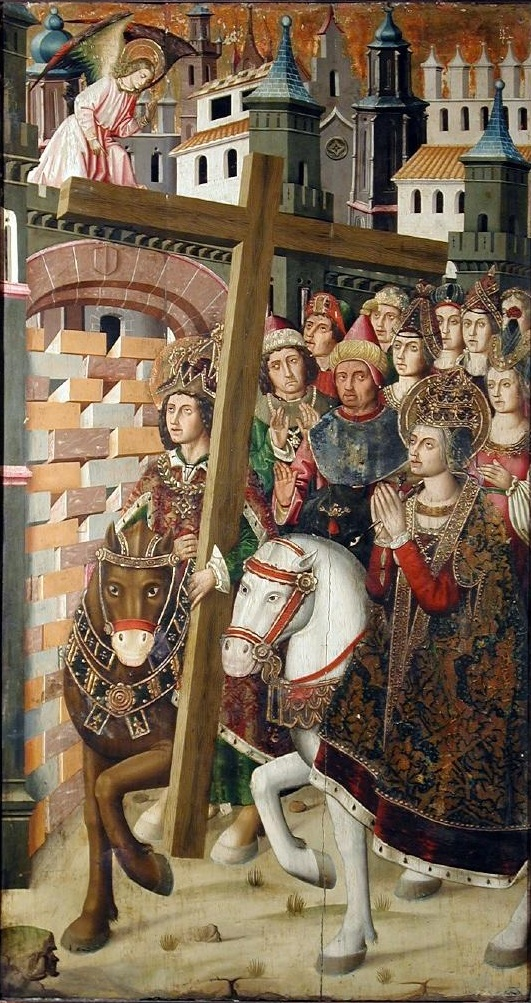
15世纪的西班牙绘画，描绘希拉克略带着真十字架进入耶路撒冷的场景，聖海倫納也出现在画面上

602年-628年東羅馬－薩珊波斯戰爭時期，波斯薩珊王朝皇帝霍斯勞二世攻佔耶路撒冷後奪走了真十字架，後來東羅馬皇帝希拉克略於628年反擊並擊敗了波斯人，取回了真十字架。希拉克略皇帝夺回真十字架的故事也出现在13世纪西欧的圣徒传记《黄金传说》中，书中描述：希拉克略扛着真十字架，不遵从牧首的要求，坚持骑马进城；但十字架过重，使他无法前进，但当他下马并摘掉皇冠后，重担奇迹性地变轻了，城门也自动为他打开。也有一些学者对此表示怀疑，康斯坦丁·祖克尔曼认为真十字架早已丢失，希拉克略带回的只是赝品，这一骗局是为了满足希拉克略和他的盟友，波斯将军沙赫尔巴拉兹的政治需要而捏造的。

### 十字軍東征時期
1009年統治耶路撒冷的伊斯蘭哈里發國法蒂瑪王朝下令摧毀聖墓教堂，當時的基督徒將真十字架的部件藏了起來，第一次十字軍東征時歐洲十字軍在攻佔耶路撒冷後得到了真十字架的碎片。1187年十字架在哈丁戰役後落入了撒拉丁手中，隨後英格蘭王國國王理查一世、東羅馬皇帝伊薩克二世和喬治亞王國的塔瑪爾女王都想贖回真十字架，但都失敗。

### 消失
1219年阿尤布王朝向聖殿騎士團表示，如果十字軍結束杜姆阿特圍城戰，將交還真十字架，但十字軍拒絕了穆斯林軍隊的求和。自此真十字架再沒在歷史上被提及過。